# Katechizm luterański
Katechizm luterański (rum. Catehismul Luteran) – szesnastowieczny (datowany na rok 1544) druk rumuńskojęzyczny, który uchodzi za pierwszą drukowaną książkę rumuńską. Informacje o książce i jej istnieniu pochodzą ze wzmianek i zapisków, nie jest jednak znany żaden jej egzemplarz, który dotrwałby do naszych czasów.
Książka została wydrukowana w drukarni w Sybinie, założonej w środowisku Sasów siedmiogrodzkich w 1529 r. Cyrylicki tekst książki, zawierającej przekład Małego katechizmu Marcina Lutra, przygotował Filip Moldoveanul (znany także jako Filip Maler), pełniący w kancelarii burmistrza miasta funkcję sekretarza i tłumacza. 
Wydrukowanie katechizmu potwierdzają miejskie rejestry wydatków miasta, informujące pod datą 16 lipca 1544, iż Filip (tytułowany w dokumencie mistrzem Filipem - Magistro Philippo pictori), otrzymał za wydrukowanie katechizmu w języku rumuńskim 2 guldeny. Istnienie przekładu katechizmu potwierdza również prywatny list, napisany w 1546 przez pastora Adalberta Wurmlocha z Bistrițy do swojego przyjaciela, księdza Johanna Hessa z Wrocławia, w którym Wurmloch informuje o katechizmie, przełożonym na język rumuński i wydanym w Sybinie czcionkami cyrylickimi. Przyjmuje się, iż druk ten, zachowany jeszcze w 1838 r. w bibliotece klasztornej w Blaju (widział go tam wówczas filolog Timotei Cipariu) najprawdopodobniej zaginął podczas rewolucyjnych wydarzeń w Rumunii w okresie Wiosny Ludów, aczkolwiek istnieją również podejrzenia, iż Cipariu odnalazł wówczas inny tekst.